# بهاره کیان‌افشار
بهاره کیان‌افشار (زادهٔ ۱۲ اردیبهشت ۱۳۶۲) بازیگر ایرانی است. وی بازیگری را به‌طور حرفه‌ای از سال ۱۳۸۵ با بازی در مجموعهٔ تلویزیونی کلاه پهلوی در نقش «شادی مستشارنیا» با دوبلهٔ فریبا رمضان‌پور آغاز کرد که با همین نقش به شهرت رسید. او برای بازی در مجموعه‌های عاشقانه (۱۳۹۵–۱۳۹۶) و گلشیفته (۱۳۹۶–۱۳۹۷) نامزد جایزه حافظ شد.

## اوایل زندگی
بهاره کیان‌افشار در ۱۲ اردیبهشت ۱۳۶۲ در تهران به دنیا آمد. او از طریق مدرسه در دوره دبستان با تئاتر آشنا شد اما پدر و مادرش تمایلی به بازیگری نشان نمی‌دادند. او در دوران دبیرستان دوست داشت به مدرسه تئاتر و رشته هنر برود، اما پدر و مادرش مخالفت کردند و تمایل داشتند که پزشکی بخواند. کیان‌افشار علاقه‌ای به رشته‌های علوم تجربی نداشت و تصمیم به کسب دیپلم ریاضی فیزیک گرفت و در دانشگاه هم رشته مهندسی کامپیوتر را خواند.
در سال ۱۳۸۳ که کیان‌افشار ۱۹ ساله و دانشجو بود، با گروه تئاتر آزیتا حاجیان آشنا شد و تمرینات بدن و لحن و بیان را آموخت. او در سال ۱۳۸۵، به‌واسطه معرفی تینا پاکروان، همکلاسی دبیرستانش، نقش شادی مستشارنیا را در سریال کلاه پهلوی ایفا کرد. او در سال ۱۳۸۷ تجربه حضور در سینما را با فیلم شیرین ساختهٔ عباس کیارستمی آغاز کرد.

## سفیر سلامت خیریه بهنام دهش پور
کیان‌افشار، از داوطلبان و همراهان قدیمی و فعال مؤسسه خیریه بهنام دهش‌پور است. در جشن پایان سال خیریه در سال ۱۳۹۴ او به عنوان سفیر سلامت مؤسسه خیریه بهنام دهش‌پور برگزیده شد.

## گزینه بازیگری نقش اول فیلم جنجالی لاله
هم‌زمان با روزهای برگزاری جشنواره فیلم فجر سال ۱۳۹۱، از سوی تولیدکنندگان فیلم سینمایی جنجالی لاله (دربارهٔ لاله صدیق، قهرمان اتومبیل‌رانی ایران) اعلام شد که سرانجام بهاره کیان‌افشار برای ایفای نقش اول این فیلم انتخاب شده است؛ ولی، چندی بعد در بعضی رسانه‌ها اعلام شد که به دلیل عدم آشنایی کامل این بازیگر با زبان انگلیسی این انتخاب منتفی شده است. مهناز افشار نیز از گزینه‌های قبلی ایفای این نقش بود. سرانجام، سارا امیری به عنوان بازیگر نقش اول فیلم «لاله» انتخاب شد.

## ترانه‌سرایی
بهاره کیان‌افشار ترانه‌سرایی قطعه «تو هستی»، با صدای بهرام رادان، را انجام داده است. نماهنگ این قطعه در سال ۱۳۹۲ منتشر شد.
- همچنین ترانه‌سرایی پنج قطعه از آلبوم «روی دیگر» بهرام رادان را نیز انجام داده است.

## فیلم‌شناسی

### سینما
| سال  | نام فیلم                     | کارگردان         |
| ---- | ---------------------------- | ---------------- |
| ۱۴۰۳ | موسی کلیم‌الله: به وقت طلوع   | ابراهیم حاتمی‌کیا |
| ۱۴۰۲ | خجالت نکش۲:جدایی قنبر از صنم | رضا مقصودی       |
| ۱۴۰۰ | نمور                         | داوود بیدل       |
| ۱۴۰۰ | خانه شیشه‌ای                  | امیر پورکیان     |
| ۱۴۰۰ | کوزوو                        | میثم هاشمی طبا   |
| ۱۳۹۹ | آهنگ دونفره                  | آرزو ارزانش      |
| ۱۳۹۸ | سگ‌بند                        | مهران احمدی      |
| ۱۳۹۸ | گربه سیاه                    | کریم امینی       |
| ۱۳۹۸ | مرد نقره‌ای                   | محمدحسین لطیفی   |
| ۱۳۹۸ | پسرکشی                       | محمدهادی کریمی   |
| ۱۳۹۸ | رویای سهراب                  | علی قوی تن       |
| ۱۳۹۷ | بی وزنی                      | مهدی فرد قادری   |
| ۱۳۹۷ | پالتو شتری                   | مهدی علی میرزایی |
| ۱۳۹۶ | عطر داغ                      | علی ابراهیمی     |
| ۱۳۹۶ | دشمن زن                      | کریم امینی       |
| ۱۳۹۶ | لونه زنبور                   | برزو نیک‌نژاد     |
| ۱۳۹۵ | ماهورا                       | حمید زرگرنژاد    |
| ۱۳۹۵ | کمدی انسانی                  | محمدهادی کریمی   |
| ۱۳۹۵ | زرد                          | مصطفی تقی‌زاده    |
| ۱۳۹۴ | بارکد                        | مصطفی کیایی      |
| ۱۳۹۴ | کفشهایم کو؟                  | کیومرث پوراحمد   |
| ۱۳۹۳ | عین شین قاف                  | قاسم جعفری       |
| ۱۳۹۳ | طول موج                      | فرامرز شهبازیان  |
| ۱۳۹۱ | هیچ‌کجا هیچ‌کس                 | ابراهیم شیبانی   |
| ۱۳۹۱ | گناهکاران                    | فرامرز قریبیان   |
| ۱۳۸۷ | شیرین                        | عباس کیارستمی    |

### تلویزیون
| سال       | نام سریال              | کارگردان          |
| --------- | ---------------------- | ----------------- |
| ۱۳۹۶      | نوار زرد               | پوریا آذربایجانی  |
| ۱۳۹۳      | گاهی به پشت سر نگاه کن | مازیار میری       |
| ۱۳۸۹–۱۳۸۳ | کلاه پهلوی             | سید ضیاءالدین دری |

### نمایش خانگی
| سال  | نام سریال          | کارگردان        |
| ---- | ------------------ | --------------- |
| ۱۴۰۴ | خجالت نکش          | رضا مقصودی      |
| ۱۴۰۳ | آبان               | رضا دادویی      |
| ۱۴۰۳ | غربت               | امیر پورکیان    |
| ۱۴۰۲ | قهوه ترک           | علیرضا امینی    |
| ۱۴۰۰ | سودا               | ایمان یزدی      |
| ۱۴۰۰ | حرفه‌ای             | مصطفی تقی‌زاده   |
| ۱۳۹۹ | می‌خواهم زنده بمانم | شهرام شاه حسینی |
| ۱۳۹۷ | هشتگ خاله سوسکه    | محمد مسلمی      |
| ۱۳۹۶ | گلشیفته            | بهروز شعیبی     |
| ۱۳۹۵ | عاشقانه            | منوچهر هادی     |

### فیلم کوتاه
| سال  | نام فیلم            | کارگردان      |
| ---- | ------------------- | ------------- |
| ۱۳۹۶ | حضور مخفی یک بیگانه | الهام اطیابی  |
| ۱۳۹۳ | بنشین عزیزم         | علی نظری      |
| ۱۳۸۳ | راز ماهی کوچک قرمز  | پوریا جهانشاد |

او در سریال گلشیفته برای اولین بار در یک سریال ایرانی نقش یک ترنس زن را بازی کرد.

## تئاتر[۳۶]
| سال  | تئاتر                  | کارگردان          |
| ---- | ---------------------- | ----------------- |
| ۱۳۹۱ | کلاغ‌ها و دروغ‌ها        | عباس غفاری        |
| ۱۳۹۱ | بازرس هاند واقعی       | بورژین عبدالرزاقی |
| ۱۳۹۲ | بوی قهوه و بلال و کباب | احسان کرمی        |
| ۱۳۹۳ | WOW                    | تینو صالحی        |
| ۱۳۹۴ | دست نیافتنی‌ها          | علیرضا کوشک جلالی |
| ۱۳۹۴ | هتلی‌ها                 | حمیدرضا آذرنگ     |
| ۱۳۹۶ | آیس لند                | آیدا کیخایی       |

### نمایشنامه خوانی
| سال  | نمایشنامه خوانی        | کارگردان     |
| ---- | ---------------------- | ------------ |
| ۱۳۹۵ | مو                     | احسان کرمی   |
| ۱۳۹۵ | یک دقیقه سکوت          | محمد یعقوبی  |
| ۱۳۹۶ | صحنه‌هایی از زندگی پدرم | افشین اخلاقی |

## جوایز و افتخارات
| جایزه                     | نامزد                           | فیلم       | نتیجه    | منبع   |
| ------------------------- | ------------------------------- | ---------- | -------- | ------ |
| چهاردهمین جشن دنیای تصویر | بهترین بازیگر زن درام تلویزیونی | کلاه پهلوی | نامزدشده | [ ۴۰ ] |
| هفدهمین جشن حافظ          | بهترین بازیگر زن درام تلویزیونی | عاشقانه    | نامزدشده | [ ۴۱ ] |
| نوزدهمین جشن حافظ         | بهترین بازیگر زن کمدی تلویزیونی | گلشیفته    | نامزدشده | [ ۴۲ ] |